# Calopterygidae
Los calopterígidos (Calopterygidae) son una familia de odonatos zigópteros; el nombre de esta familia proviene del griego kalós, "bello" y  pteron, "alas" ("alas bellas"), y alude a los bellos colores que presentan en sus alas los miembros de esta familia.

## Características
Tienen un tamaño mediano, entre 45 a 60 mm, cuerpo esbelto y patas largas y finas. La cabeza se alarga transversalmente, y al ser Zygoptera posee los ojos separados por un espacio mayor a la medida de un ojo. Ambos sexos tienen la cabeza negra, las alas son ovaladas sin pedúnculo, y se van estrechando paulatinamente hasta la base, poseen una venación densa con numerosas venas antenodales, y tienen un pterostigma ausente o blanquecino. Presentan en su mayoría un brillo metálico.
El vuelo en esta familia es lento; usualmente se posan en la punta de hojas, con las alas cerradas y el cuerpo inclinado hacia adelante, en dirección hacia el agua. Son territoriales pero generalmente permanecen poco tiempo en un mismo territorio. La puesta de huevos (desove), se realiza sobre tallos de plantas acuáticas y en algunas especies la hembra se llega a sumergir completamente por 30 minutos o más. El desove lo hacen bajo estricta vigilancia del macho con el que se han apareado, este incluso puede mantener enganchada a la hembra mientras ella desova.

## Machos y hembras
Los machos presentan en la cara inferior de los tres últimos segmentos del tórax una coloración diferente al resto de los segmentos de color púrpura; presentan también bandas pardo claro o crema a lados del tórax. Las alas tienen una mancha roja en la base y las puntas rojas o pardas, esta característica en sus alas es representativa de esta familia sumado al hecho de su densa venación. El abdomen es largo y fino, de color negro. 
Las hembras tienen el tórax pardo o negro, destacándose áreas verde o rojo oscuro en el dorso o a los lados. Sus alas son castaño claro, sin manchas rojas. El abdomen es más corto y grueso que el de los machos, de color castaño, y provisto de ovipositor.
- Datos: Q510788
- Multimedia: Calopterygidae / Q510788
- Especies: Calopterygidae